# Виды рода Шиповник
Список видов рода Шиповник составлен на основе данных Germplasm Resources Information Network и других источников. Согласно системе, принципы которой были предложены Альфредом Редером (1863—1949), род Rosa подразделяется на четыре подрода: Hesperhodos (2 вида), Hulthemia (1 вид), Platyrhodon (1 вид) и Rosa (=Eurosa, около 190 видов). Подрод Rosa, в свою очередь, подразделяют на 10 секций.
По информации базы данных The Plant List (2013), род включает 366 признанных видов
. Еще 3,152 вида имеют статус Unassessed.

## Hulthemia
Отличается от всех видов роз цельным листом без прилистников. Число хромосом 2n=14.
Подрод Hulthemia (Dumort.) Focke, 1888 содержит один вид — Rosa persica Michx. ex J.F.Gmel. — Гультемия персидская, или Хультемия иранская, или Шиповник персидский.

## Hesperhodos
Плоды покрыты шипами, как у каштана. Чашелистики цельные или перистые. Прилистники сросшиеся, с округлыми или расширенными ушками. Листья с тремя или пятью, реже семью листочками. Число хромосом 2n=14.
Подрод Hesperhodos Cockerell, 1913 содержит два вида из Северной Америки:
- Rosa minutifolia Engelmann, 1882
- Rosa stellata Wooton, 1898

## Platyrhodon
Прилистники сросшиеся, с шиловидными ушками. Листья с более чем семью листочками. Число хромосом 2n=14. 
Подрод Platyrhodon (Hurst) Rehder, 1940 включает один вид из Японии и Китая — Rosa roxburghii Tratt..

## Rosa
Листья перистые, с или без прилистников. Плоды гладкие или покрыты желёзистыми волосками или щетинками.

### Pimpinellifoliae
Pimpinellifoliae DC. — 21 вид из бореальной Евразии. Обычно низкие кустарники, Стебли обычно с прямыми шипами и щетинками, листья с 5—7 листочками, прилистники узкие, с расходящимися и расширенными ушками. Цветки одиночные, без прицветников, от изжелта-белых до ярко-жёлтых; чашелистики всегда цельные, неопадающие, при зрелых плодах расставленные в стороны. Зрелые плоды чёрные, с синеватым налётом или тёмно-коричневые. Включает секции Luteae Crép. и Sericeae Crép. Число хромосом 2n=14, 28:
- Rosa ecae Aitch. — Шиповник Эйчисон, или Роза Эйчисон
- Rosa farreri Cox[англ.]
- Rosa foetida Herrm. — Шиповник зловонный, или Роза вонючая, или Роза жёлтая
- Rosa graciliflora Rehder & E.H. Wilson
- Rosa hemisphaerica Herrm. — Роза полушаровидная
- Rosa hugonis Hemsl.
- Rosa kokanica (Regel) Regel ex Juz. — Шиповник кокандский, или Роза кокандская
- Rosa koreana Kom. — Роза корейская
- Rosa mairei H.Lev.
- Rosa morrisonensis Hayata
- Rosa omeiensis Rolfe
- Rosa platyacantha Schrenk — Шиповник плоскошиповый, или Роза широкошипая
- Rosa primula Boulenger
- Rosa sericea Lindl.
- Rosa sikangensis T.T. Yu & T.C. Ku
- Rosa spinosissima L. — Шиповник колючейший, или Роза колючейшая
- Rosa taronensis T.T. Yu
- Rosa transmorrisonensis Hayata[3]:206
- Rosa tsinglingensis Pax & K. Hoffm.
- Rosa turkestanica Regel — Шиповник туркестанский
- Rosa xanthina Lindl. — Роза желтоватая

### Rosa
Секция Rosa (=Gallicanae (DC.) Ser.) содержит один вид из Европы и Западной Азии и культурные гибриды с неопределённым происхождением. Число хромосом 2n=28: 
- Rosa ×alba L. — Роза белая
- Rosa pseudoscabriuscula
- Rosa ×centifolia L. — Роза столистная
- Rosa ×damascena Mill. — Роза дамасская, или Роза казанлыкская
- Rosa ×francofurtana Münchh. — Роза франкфуртская
- Rosa gallica L. — Шиповник французский, или Шиповник галльский, или Шиповник крымский, или Роза галльская, или Роза французская

### Banksianae
Лазающие вечнозелёные кустарники, почти без шипов. Листья с 3—5(7) листочками. Прилистники свободные, опадающие. Чашелистики цельные, отогнутые и опадающие. Цветки преимущественно жёлтые. Плоды гладкие. Число хромосом 2n=7, 14.
Секция Banksianae Lindl., 1820 содержит два вида и один гибрид из Китая; 
- Rosa banksiae W.T.Aiton — Роза Бэнкс
- Rosa cymosa Tratt. — Роза полузонтичная, или Шиповник полузонтичный
- Rosa ×fortuneana Lindl.

### Bracteatae
Вечнозелёные кустарники, то прямостоячие, то плетистые, с парными шипами. Прилистники свободные и опадающие. Плоды и молодые веточки опушённые. Число хромосом 2n=14.
Секция Bracteatae Thory, 1820 содержит два вида из Юго-Восточной Азии:
- Rosa bracteata J.C.Wendl.
- Rosa clinophylla Thory

### Caninae
Caninae — около 50 видов преимущественно из Европы и Передней Азии с розовыми с переходом к бело-розовым цветками, преимущественно в многоцветковых соцветиях, перистыми чашелистиками и крючковидными шипами, со срединными листьями с пятью или семью листочками. Некоторые виды проникают на восток до Памиро-Алая и Тянь-Шаня:
- Rosa abietina Gren.
- Rosa agrestis Savi — Роза пахотная
- Rosa achburensis Chrshan. — Роза акбурийская
- Rosa andrzejowskii Stev. ex M. Bieb. — Роза Андржейовского
- Rosa antonowii (Lonacz.) Dubovik — Роза Антонова
- Rosa caesia Sm. — Роза голубовато-серая, или Шиповник сизый
- Rosa canina L. — Шиповник собачий
- Rosa caryophyllacea Besser — Шиповник гвоздичный
- Rosa coriifolia Fr. — Роза кожистолистная
- Rosa corymbifera Borkh. — Роза щитконосная, или Шиповник щитконосный
- Rosa deseglisei Boreau
- Rosa dumalis Bechst. — Роза рощевая
- Rosa elliptica Tausch — Роза эллиптическая
- Rosa glauca Pourr. — Роза сизая
- Rosa iberica Steven ex M.Bieb. — Роза грузинская
- Rosa jundzillii Besser — Роза Юндзилла, или Шиповник Юндзилла
- Rosa klukii Besser — Роза Клука
- Rosa korshinskiana Boulenger — Роза Коржинского
- Rosa litvinovii Chrshan. — Роза Литвинова
- Rosa marschalliana Sosn. — Роза Маршалла Биберштейна
- Rosa micrantha Borrer ex Sm. — Роза мелкоцветковая
- Rosa mollis Sm. — Роза мягкая
- Rosa montana Chaix ex Vill.
- Rosa montezumae Humb.& Bonpl. ex Thory
- Rosa nanothamnus Boulenger[3]:213
- Rosa nitidula Besser — Роза лоснящаяся, или Роза слегка-лоснящаяся
- Rosa porrectidens Chrshan. & Laseb. — Роза оттянутозубчатая
- Rosa pouzinii Tratt.
- Rosa pulverulenta M.Bieb. — Роза пушистостебельчатая, или Роза мучнистая, или Шиповник припудренный, или Роза порошистая
- Rosa rubiginosa L. — Шиповник красно-бурый, или Шиповник ржаво-красный, или Шиповник ржавчинный, или Роза эглантерия, или Роза ржаво-красная
- Rosa serafinii Viv.
- Rosa sicula Tratt.
- Rosa sherardii Davies[англ.] — Роза Жерара
- Rosa squarrosa Rau
- Rosa subcanina Dalla Torre & Sarnth. — Роза почтисобачья
- Rosa tomentosa Sm. — Шиповник войлочный, или Роза войлочная
- Rosa turcica Rouy — Роза турецкая
- Rosa tuschetica Boiss. — Роза тушетская
- Rosa vanheurckiana Crép.
- Rosa villosa L. — Шиповник волосистый, или Шиповник яблочный, или Шиповник мохнатый, или Роза мохнатая

### Carolinae
Carolinae — 4 вида из Северной Америки:
- Rosa carolina L. — Шиповник каролинский
- Rosa foliolosa Nutt. ex Torr. & A.Gray — Шиповник листочковый
- Rosa palustris Marshall
- Rosa virginiana Mill. — Роза виргинская

### Indicae
Секция Indicae включает два вида и один гибрид. Вечнозелёные или полулистопадные кустарники; шипы рассеянные, крючковидные; чашелистики после цветения назад отогнутые, сохраняющиеся:
- Rosa chinensis Jacq. — Шиповник китайский, или Роза китайская, или Роза индийская
- Rosa lucidissima H. Lév.
- Rosa ×odorata (Andrews) Sweetl — Роза душистая, или Роза чайная

### Laevigatae
Вечнозелёный кустарник с рассеянными шипами, с тремя листочками, одиночными белыми цветками. Прилистники свободные и опадающие. Чашелистики прямостоячие и остающиеся после цветения. Плоды щетинистые. Число хромосом 2n=14.
Секция Laevigata Thory, 1820 включает один вид из Китая —
Rosa laevigata Michx., 1803 — Роза гладкая, или Шиповник гладкий.

### Cinnamomeae
Cinnamomeae — около 80 видов из Европы, Азии и Северной Америки с красной с переходом к розовой и белой окраской лепестков; цветки одиночные или в соцветиях по 3—5; чашелистики цельные, остаются при плодах; шипы прямые или изогнутые, часто парные. Прямостоячие кустарники преимущественно лесных ценозов:
- Rosa acicularis Lindl. — Шиповник иглистый
- Rosa albertii Regel — Роза Альберта
- Rosa amblyotis C.A.Mey. — Роза тупоушковая
- Rosa arkansana Porter — Шиповник арканзасский
- Rosa banksiopsis Baker
- Rosa beggeriana Schrenk — Роза Беггера
- Rosa bella Rehder & E.H.Wilson
- Rosa blanda Aiton — Роза прелестная
- Rosa boissieri Crép. — Роза Буасье
- Rosa californica Cham. & Schltdl.
- Rosa calyptopoda Cardo[3]:206
- Rosa caudata Baker
- Rosa chengkouensis T.T. Yu & T.C. Ku[3]:206
- Rosa corymbulosa Rolfe
- Rosa davidii Crep.
- Rosa davurica Pall. — Шиповник даурский, или Роза даурская
- Rosa fedtschenkoana Regel — Шиповник Федченко, или Роза Федченко
- Rosa forrestiana Boulenger
- Rosa giraldii Crep. — Роза Жиральда
- Rosa gymnocarpa Nutt.
- Rosa hissarica Slob. — Роза гиссарская
- Rosa kuhitangi Nevski — Роза кугитанская
- Rosa laxa Retz. — Шиповник рыхлый, или Роза рыхлая
- Rosa lehmanniana Bunge[3]:213
- Rosa macrophylla Lindl.
- Rosa majalis Herrm. — Шиповник майский, или Шиповник коричный
- Rosa maracandica Bunge — Роза самаркандская
- Rosa marretii H. Lév.l — Роза Маррэ
- Rosa moyesii Hemsl. & E.H.Wilson
- Rosa multibracteata Hemsl. & E.H.Wilson
- Rosa murielae Rehder & E.H.Wilson
- Rosa nanothamnus Boulenger — Роза карликовая
- Rosa nutkana C.Presl — Роза нутканская
- Rosa oxyacantha M. Bieb. — Роза остроиглая
- Rosa oxyodon Boiss. — Роза острозубая, или Шиповник острозубчатый
- Rosa pendulina L. — Роза повислая, или Роза альпийская
- Rosa persetosa Rolfe
- Rosa pisiformis Sosn. — Роза гороховидная
- Rosa pisocarpa A.Gray
- Rosa prattii Hemsl.
- Rosa pseudobanksiae T.T. Yu & T.C. Ku[3]:207
- Rosa rugosa Thunb. — Шиповник морщинистый
- Rosa sambucina Koidz.
- Rosa saturata Baker
- Rosa schrenkiana Crep. — Роза Шренка
- Rosa sertata Rolfe
- Rosa setipoda Hemsl. & E.H.Wilson
- Rosa silverhjelmii Schrenk
- Rosa suffulta Greene
- Rosa sweginzowii Koehne
- Rosa tibetica T.T. Yu & T.C. Ku[3]:208
- Rosa webbiana Wall. ex Royle — Роза Уэбба
- Rosa willmottiae Hemsl.
- Rosa woodsii Lindl. — Шиповник Вудса
- Rosa woronowii Lonacz. — Роза Воронова
- Rosa ussuriensis Juz. — Роза уссурийская

### Synstylae
Synstylae — прямостоячие, нередко ползучие или лазающие кустарники, вечнозелёные, реже полулистопадные, преимущественно из субтропических лесов Азии. Число хромосом 2n=14: 
- Rosa abyssinica R.Br. ex Lindl.
- Rosa anemoniflora Fortune ex Lindl.
- Rosa arvensis Huds. — Роза пашенная
- Rosa brunonii Lindl.
- Rosa duplicata T.T. Yu & T.C. Ku[3]:208
- Rosa filipes Rehder & E.H.Wilson
- Rosa glomerata Rehder & E.H.Wilson
- Rosa helenae Rehder & E.H.Wilson
- Rosa henryi Boulenger
- Rosa lasiosepala F.P. Metcalf[3]:208
- Rosa leschenaultiana (Thory) Wight & Arn.
- Rosa lichiangensis T.T. Yu & T.C. Ku[3]:208
- Rosa longicuspis Bertol.
- Rosa luciae Franch. & Rochebr. ex Crep.
- Rosa maximowicziana Regel — Роза Максимовича
- Rosa moschata Herrm. — Шиповник мускусный
- Rosa multiflora Thunb. — Шиповник многоцветковый
- Rosa phoenicia Boiss.
- Rosa rubus H.Lev. & Vaniot
- Rosa sempervirens L. — Шиповник вечнозелёный
- Rosa setigera Michx.
- Rosa soulieana Crep.
- Rosa uniflorella Buzunova[3]:209
- Rosa weisiensis T.T. Yu & T.C. Ku[3]:209

### incertae sedis
- Rosa aciculata (Cockerell) Cockerell
- Rosa alexandrae Buzunova
- Rosa baltica Roth
- Rosa berberifolia Pall.
- Rosa ×borboniana N. H. F. Desp.
- Rosa cabulica Boiss.
- Rosa cerasocarpa Rolfe
- Rosa doluchanovii Manden.
- Rosa ×dupontii Déségl.
- Rosa elegantula Rolfe
- Rosa gentiliana H.Lev. & Vaniot
- Rosa ×harisonii Rivers
- Rosa hemsleyana Tackh.
- Rosa ×hibernica Templeton
- Rosa ×highdownensis Hillier[вд]
- Rosa ×involuta Sm.
- Rosa ×iwara Siebold ex Regel
- Rosa kokijrimensis V.I.Tkachenko[4]
- Rosa manca Greene
- Rosa miyoshii Focke
- Rosa rapa Bosc
- Rosa sabini J.Woods
- Rosa sinowilsonii Hemsl.
- Rosa sogdiana V.I.Tkachenko[4]
- Rosa zagrabiensis Vuk. & Heinr.Braun ex A.Kern.